# Ołobok (gromada w powiecie świebodzińskim)
Ołobok – dawna gromada, czyli najmniejsza jednostka podziału terytorialnego Polskiej Rzeczypospolitej Ludowej w latach 1954–1972.
Gromady, z gromadzkimi radami narodowymi (GRN) jako organami władzy najniższego stopnia na wsi, funkcjonowały od reformy reorganizującej administrację wiejską przeprowadzonej jesienią 1954 do momentu ich zniesienia z dniem 1 stycznia 1973, tym samym wypierając organizację gminną w latach 1954–1972.
Gromadę Ołobok z siedzibą GRN w Ołoboku utworzono – jako jedną z 8759 gromad na obszarze Polski – w powiecie świebodzińskim w woj. zielonogórskim na mocy uchwały nr V/25/54 WRN w Zielonej Górze z dnia 5 października 1954. W skład jednostki weszły obszary dotychczasowych gromad Ołobok, Węgrzynice, Błonie, Niesulice, Rokitnica i Łąkie ze zniesionej gminy Ołobok oraz wieś Zawisze z dotychczasowej gromady Podła Góra (posiadająca osobne granice katastralne) ze zniesionej gminy Skąpe w tymże powiecie. Dla gromady ustalono 15 członków gromadzkiej rady narodowej.
31 grudnia 1959 do gromady Ołobok włączono przysiółek wsi Chociule o nazwie Lubogóra ze zniesionej gromady Chociule w tymże powiecie.
1 stycznia 1972 z gromady Ołobok wyłączono tereny o powierzchni 8 ha, włączając je do miasta Świebodzina w tymże powiecie.
Gromada przetrwała do końca 1972 roku, czyli do kolejnej reformy gminnej.